# Ibestad
68°47′16″N 17°9′2″Ø / 68.78778°N 17.15056°Ø
Ibestad kommune (samisk: Ivvárstáđiid gielda) ligger i Troms og Finnmark fylke i Norge. Over fjordene som omgiver de to store øer i kommunen er den omgivet i nord af Tranøy og Dyrøy, i nordøst af Salangen, i øst af Lavangen og Gratangen, i syd af Skånland og i vest af Harstad.
Ibestad er et stykke ægte nordnorsk kystkultur, med flotte maritime landskaber ved hav fjeld og fjorde.
I dag har Ibestad gode kommunikationsforhold med bro til fastlandet, færge til Harstad og hurtigbåd fra Harstad, Finnsnes og Tromsø.
Ibestad kommune ligger i den sydlige del af Troms fylke i Nordnorge, og kommunen består af de to øer Rolla og Andørja. Øerne er bundet sammen med hinanden via en undersøisk tunnel.
Andørja er Nordeuropas fjeldrigeste ø. Der er 14 toppe på over 1000 m. Andørja har også Skandinaviens højeste fjeld på en ø, Langelitind på 1.277 moh.
Rolla er Norges vandrigeste ø, med sine utallige ferskvande. Der findes fisk i mange af dem og fiskekort kan købes lokalt.
Begge øerne er også kendt for sin frodige natur med et mildt klima. Her vokser en række planter som man normalt ikke finder så langt nord.